# Wuli

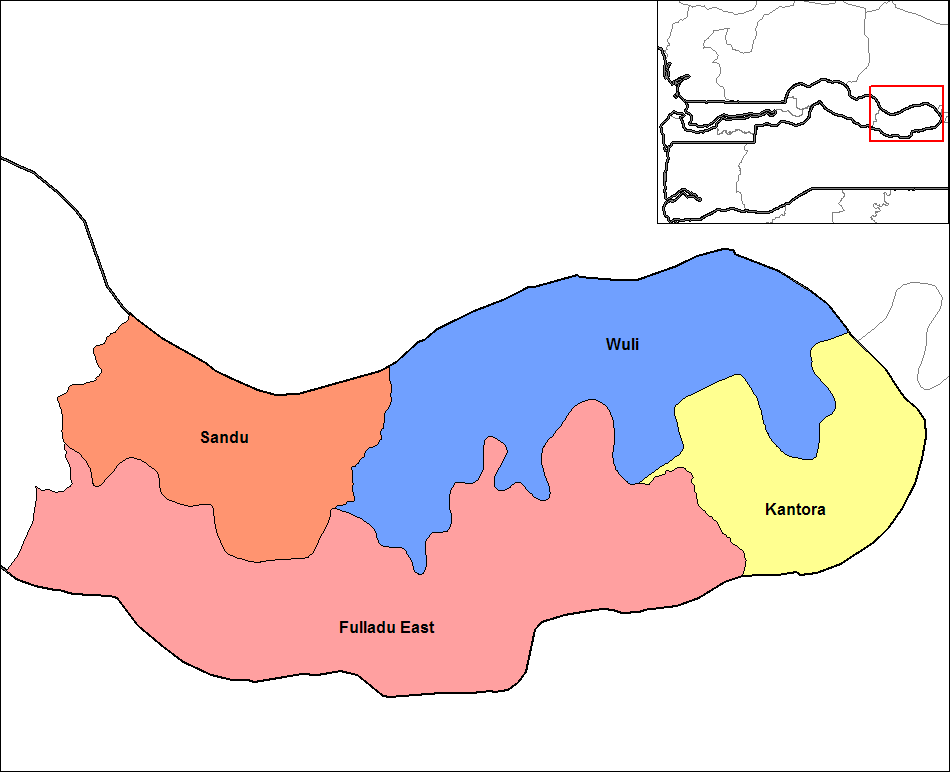
Distritos da divisão de Upper River

O distrito de Wuli era um dos quatro distritos da antiga Divisão Upper River. A Divisão de Upper River é agora a Área do Governo Local Basse. Wuli foi estabelecido como um círculo eleitoral parlamentar em 1962 e foi dividido nos distritos de Wuli West  e Wuli East em 1987. O nome deriva da região histórica e do antigo reino de Mandinka de Wuli. 

## Demografia
| Ano  | População |
| ---- | --------- |
| 1993 | 29 541    |
| 2003 | 35 856    |
| 2008 | 38 678    |